# Sucre (Bolivie)
Pour les articles homonymes, voir Sucre (homonymie).
Sucre (prononcé /ˈsu.kɾe/) est la capitale constitutionnelle de la Bolivie. Elle est également la capitale du département de Chuquisaca et le chef-lieu de la province d'Oropeza. Sa population s'élève à 259 388 habitants lors du recensement bolivien de 2012. Elle abrite le siège de la Cour suprême du pays (es), ce qui en fait également la capitale judiciaire.
Elle est située à 416 km (550 km par la route) au sud-est de La Paz, la capitale administrative du pays.

## Dénominations

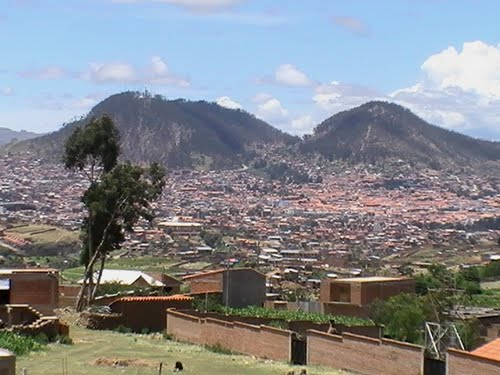
La ville et les collines Sica Sica et Churuquella, en arrière-plan.

Sucre est également connue sous les noms de Charcas (dénomination originelle jusqu'à 1538), La Plata (période de la vice-royauté du Pérou, entre 1538 et 1776), Chuquisaca (période de la vice-royauté du Río de la Plata entre 1776 et 1825) puis Sucre à partir de 1825 (période républicaine). En 1825, au moment d'être désignée capitale constitutionnelle de la Bolivie, la ville fut nommée « l'Illustre et Héroïque Sucre » (La Ilustre y Heróica Sucre, en espagnol).

## Géographie

### Localisation
Sucre est située à 2 789 mètres d'altitude, dans une région constituée de vallées au climat chaud et sec. La ville est située dans une zone moyenne et tempérée entre les hauts plateaux andins et les basses terres du Gran Chaco.
La ville est située dans la province d'Oropeza, dont elle est le chef-lieu, précisément au pied des collines Sica Sica et Churuquella.

### Climat

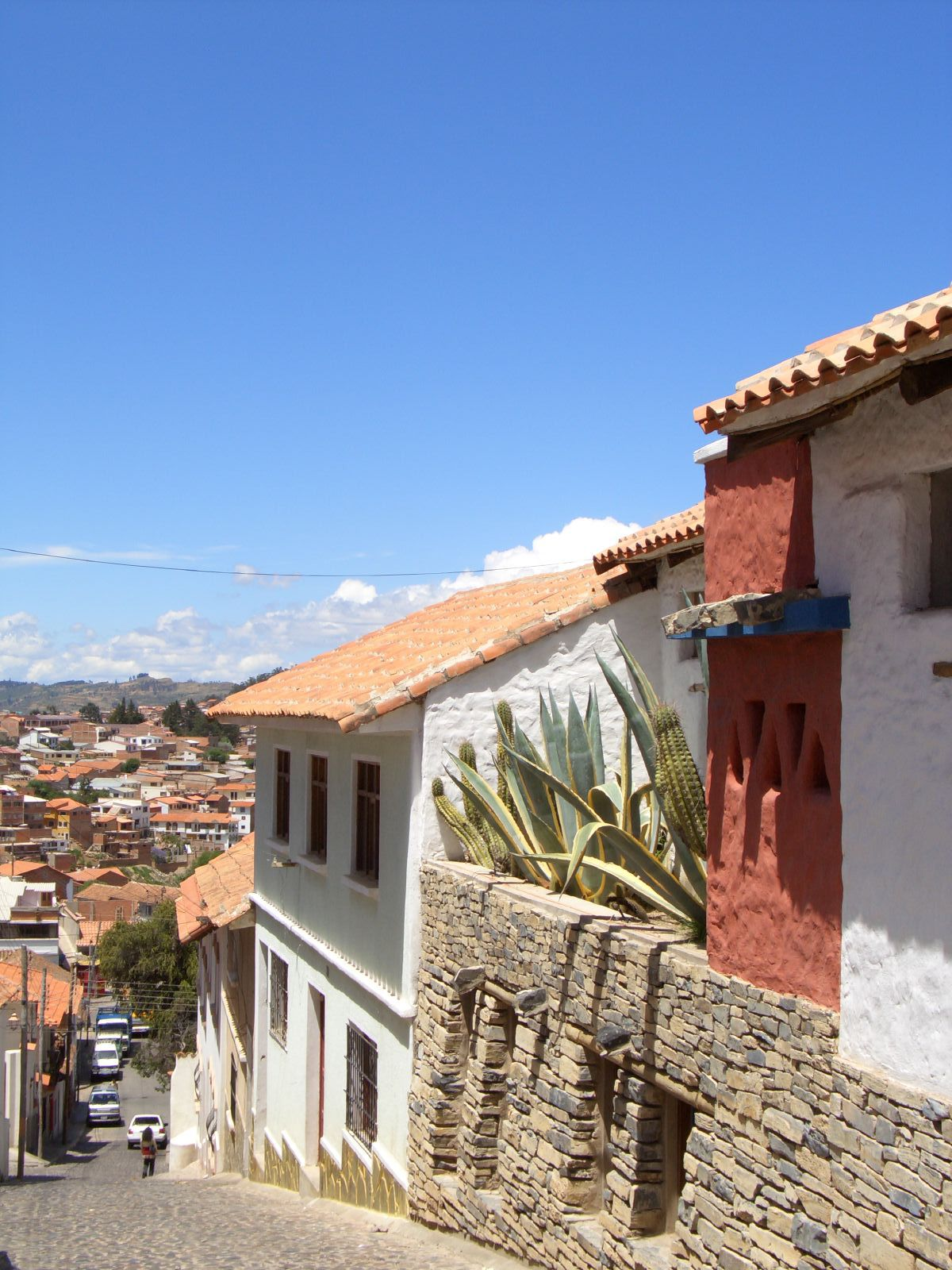
Rue de Sucre.

Sucre jouit d'un climat ayant deux saisons. La saison des pluies allant du mois d'octobre au mois de mars, d'une saison sèche allant de mars à octobre. La saison des pluies se caractérise par des pluies parfois fortes et souvent des orages (on compte plus de 35 orages en moyenne dans l'année à Sucre), et les températures sont variables entre 10 et 30 °C. Les inondations peuvent y être fréquentes. La saison sèche est principalement ensoleillée (parfois quelques pluies) et froide. En cette saison, les températures varient de −3 à 17 °C. La neige y est très rare.

## Histoire
La ville est fondée le 29 septembre 1538 par Pedro Anzures, marquis de Campo Redondo, sous le nom Charcas en référence au peuple Charkas, qui vivait dans cette région. Historiquement, elle est connue sous le nom de Charcas, Cité Blanche, La Plata ou Chuquisaca. Au XVIIIe siècle, la ville prend le nom de La Plata pour sa localisation dans la « Cuenca del Plata », une des quatre têtes monarchiques de la couronne espagnole en Amérique du Sud, déterminée selon la géographie du bassin du río de la Plata actuellement en Argentine.
En 1559, le roi Philippe II d'Espagne établit à La Plata la Audiencia de Charcas, dont l'autorité s'étend sur une région comprenant ce qui est actuellement le Paraguay, le sud-est du Pérou, le nord du Chili, le nord de l'Argentine et une grande partie de la Bolivie. En 1609, un archevêché est fondé dans la ville. En 1624, est créée l'Université San Francisco Xavier, qui serait la deuxième université créée en Amérique latine après celle de l'Université pontificale et royale Saint-Marc, fondée à Lima en 1551.
Jusqu'au XVIIIe siècle, La Plata est le centre judiciaire, religieux et culturel de la région. En 1825, lorsque la ville devient la capitale de la Bolivie, elle est rebaptisée en l'honneur du maréchal Antonio José de Sucre, compagnon d'armes du libérateur Simón Bolívar pour l'indépendance de la Bolivie, de la Colombie, de l'Équateur, du Pérou et du Venezuela. Perdant sa principale ressource après le déclin économique de Potosí, elle voit le siège du gouvernement bolivien transféré à La Paz à la suite d'une guerre civile perdue par les « conservateurs » sucrenses face aux « libéraux » paceños.

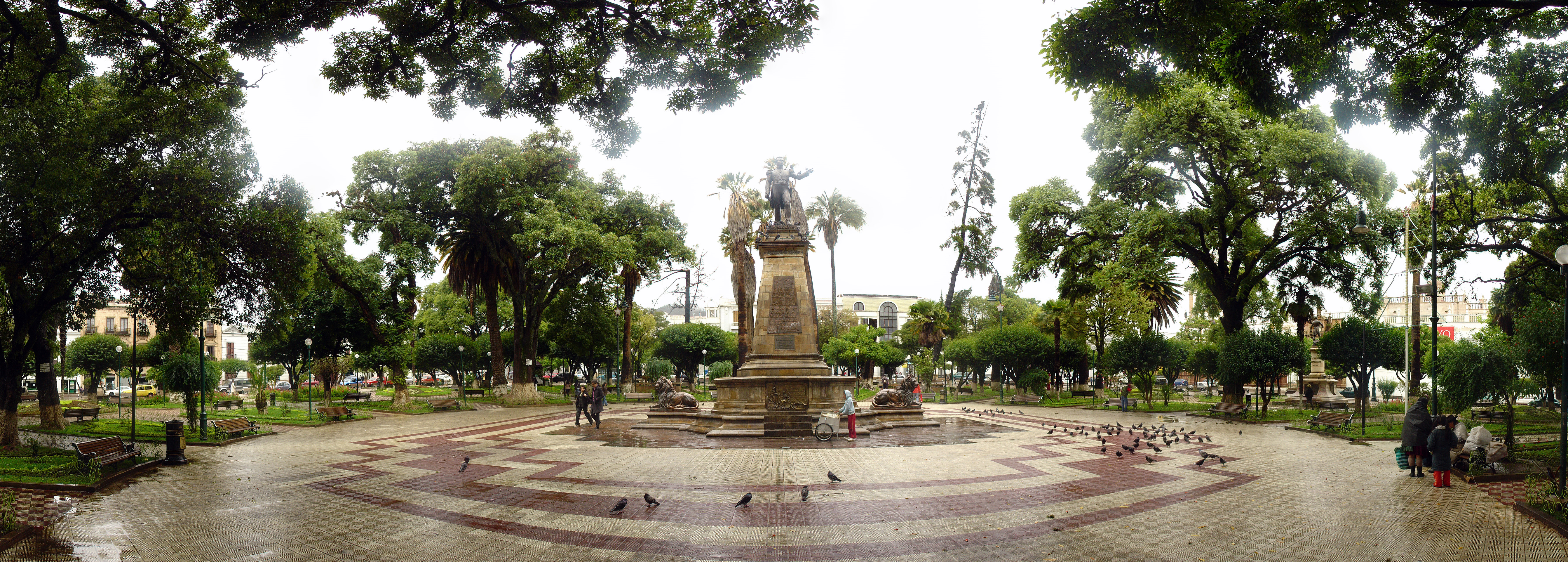
Plaza de Armas de la ville, avec le Monument à Antonio José de Sucre (Emmanuel Fontaine, sculpteur).

En 1991, l'UNESCO inscrit la cité historique de Sucre sur la liste du Patrimoine mondial de l'humanité. Des milliers de touristes sont attirés chaque année par cette capitale du baroque aux blancs édifices datant des XVIIIe et XIXe siècles.
Sucre est devenue une ville universitaire importante et héberge de nombreux cabinets d'avocats et de notaires, en raison notamment de sa qualité de siège de la Cour suprême bolivienne (es).
Elle est aussi le siège d'un archidiocèse catholique dont l'église-mère est la cathédrale métropolitaine de Sucre.
Un site paléontologique très fréquenté se trouve sur son territoire : le Parque Cretácico qui renferme à flanc de falaise de nombreuses empreintes de dinosaures.

## Architecture

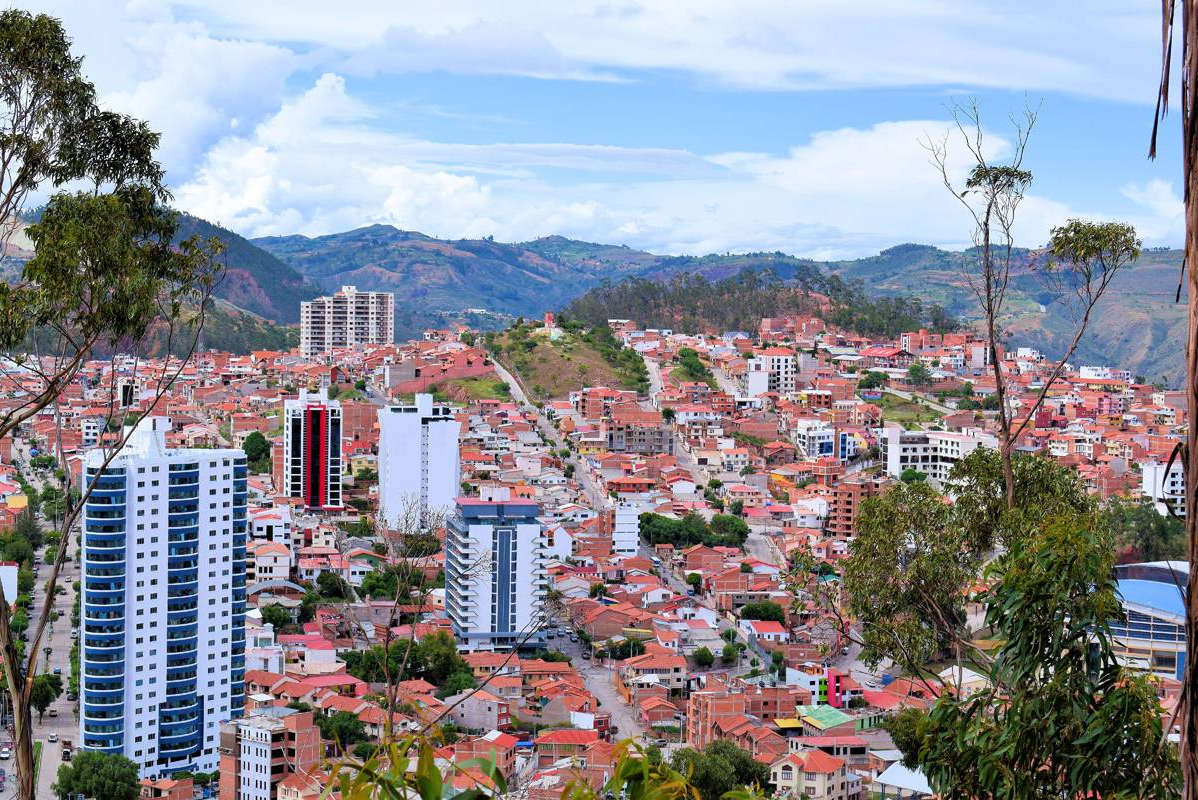
Vue de la ville.

## Transports
Sucre possède deux aéroports : l'aéroport Juana Azurduy de Padilla (code AITA : SRE, code OACI : SLSU) et l'aéroport international d'Alcantarí (code AITA : ALC, code OACI : SLAL). Ce dernier, de construction plus récente, se trouve à trente kilomètres de Sucre, dans la municipalité de Yamparáez.
Au niveau du transport routier, Sucre est reliée aux autres villes boliviennes par des routes nationales d'importance. La route 5 permet d'atteindre Santa Cruz et Cochabamba vers le nord et Potosí et ultimement le Chili vers le sud, alors que la route 6 permet de se rendre dans les basses terres du Gran Chaco vers le sud-est et d'atteindre Oruro sur les hauts plateaux andins vers le nord-ouest.
La ville comprend aussi un terminus d'autobus, inauguré en 1975, où il est possible de prendre place à bord de véhicules effectuant de manière régulière des liaisons nationales et départementales.

## Éducation

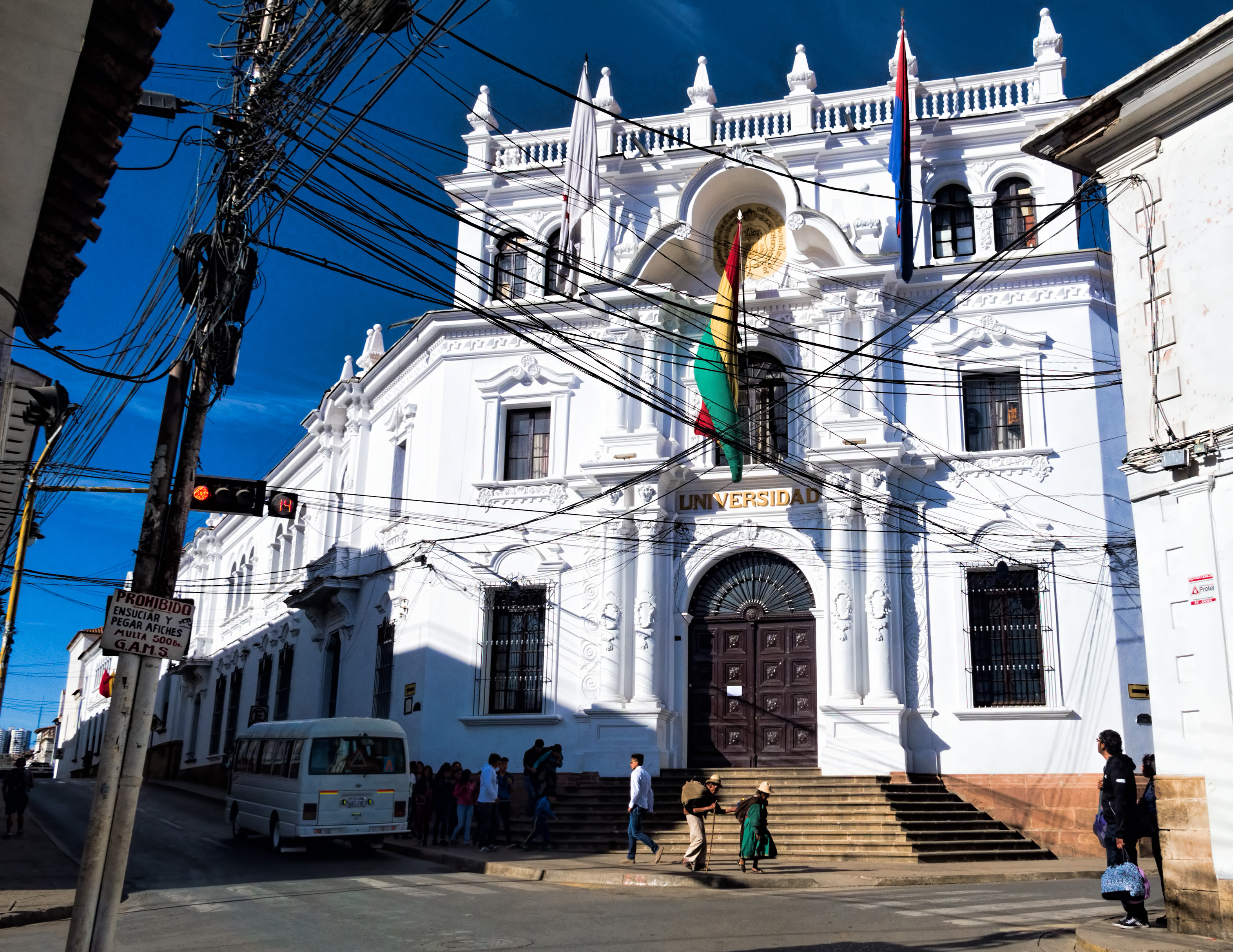
Une des entrées de l'Université San Francisco Xavier.

Sucre abrite plusieurs institutions d'éducation d'importance en Bolivie, notamment l'Université San Francisco Xavier de Chuquisaca (USFX), qui est la deuxième plus ancienne institution universitaire en Amérique. Plusieurs domaines d'études y sont étudiés, notamment le droit, les sciences politiques, les sciences humaines, la médecine, les sciences économiques, l'administration, la chimie et la biochimie, les sciences pharmaceutiques, l'architecture et le génie civil.
La ville abrite également le siège de l'Université andine Simón Bolívar, qui offre des programmes de troisième cycle. Elle est rattachée à la Communauté andine, un organisme supraétatique d'intégration régionale.

## Jumelages
| Ville | Ville                  | Pays | Pays      | Période     |
| ----- | ---------------------- | ---- | --------- | ----------- |
|       | Belo Horizonte         |      | Brésil    |             |
|       | Bogota                 |      | Colombie  |             |
|       | Bruxelles              |      | Belgique  |             |
|       | Carthagène des Indes   |      | Colombie  |             |
|       | Concepción             |      | Chili     |             |
|       | Curitiba               |      | Brésil    |             |
|       | Iquique                |      | Chili     |             |
|       | Istanbul               |      | Turquie   |             |
|       | La Plata               |      | Argentine |             |
|       | Malines                |      | Belgique  |             |
|       | Nankin                 |      | Chine     |             |
|       | San Miguel de Tucumán, |      | Argentine | depuis 2012 |
|       | San Salvador de Jujuy  |      | Argentine |             |

## Personnalités liées
- Ana Rosa Tornero (1907–1984), écrivaine, journaliste, réformatrice sociale et féministe bolivienne a été directrice  de l'école professionnelle à Sucre;
- Juana Azurduy de Padilla (1780–1862), chef militaire s'étant battue pour les guerres d'indépendance en Amérique latine.